# Louis Fournier de la Barre
Louis Fournier de la Barre, né le 29 avril 1921 à Vaux-Saules et mort le 18 décembre 1969 à Montcresson, est un résistant français, compagnon de la Libération. Engagé dans les forces françaises libres après l'armistice du 22 juin 1940, il participe aux combats en Afrique et au Proche-Orient avant de prendre part à la libération de la France. Après la guerre, il retourne brièvement dans la vie civile avant de se réengager dans l'armée et de participer aux guerres d'Indochine et d'Algérie.

## Biographie

### Jeunesse et engagement
Louis Fournier de la Barre naît le 29 avril 1921 à Vaux-Saules en Côte-d'Or. Son père est gérant de société et sa mère directrice d'une maison de mode.

### Seconde Guerre mondiale
En 1940, devant l'avancée des troupes allemandes et refusant l'armistice, il fuit vers Saint-Jean-de-Luz et embarque en direction de l'Angleterre. Arrivé à Londres le 27 juin, il s'engage dans les forces françaises libres où il est affecté à la 2e compagnie de chars. Passé à la 1re compagnie de transport le 15 août suivant, il participe le mois d'après à l'expédition de Dakar. Il prend ensuite part à la campagne d'Érythrée puis à la campagne de Syrie. Engagé ensuite dans la guerre du désert en Libye, il s'illustre en juin 1942 lors de la bataille de Bir Hakeim au cours de laquelle, après avoir réussi à rejoindre la position française malgré l'encerclement ennemi, il sauve plusieurs soldats pris dans des véhicules en flammes. En juin 1943, il est muté à la compagnie antichar no 5 avant de passer, en octobre suivant, au 22e groupe des forces terrestres antiaériennes au sein de la 2e division blindée du général Leclerc. Transféré par la suite à la 1re armée du général de Lattre, il participe au débarquement de Provence, à la campagne des Vosges et à la bataille d'Alsace. Engagé dans l'invasion de l'Allemagne en 1945, il y termine la guerre avec le grade de caporal-chef.

### Après-guerre
Démobilisé en janvier 1946, Louis Fournier de la Barre devient ouvrier métallurgiste et exerce parallèlement la fonction de conseiller municipal de Paris de 1947 à 1953. En juillet 1953, il décide de se réengager dans l'armée et est affecté au 4e régiment d'infanterie coloniale avec lequel il participe à la guerre d'Indochine. Il revient en métropole l'année suivante et est brièvement affecté au 3e régiment d'infanterie coloniale puis il sert durant la guerre d'Algérie d'août 1955 à mai 1957 au sein du 1er régiment d'infanterie coloniale. Il prend finalement sa retraite le 31 août 1963.
Louis Fournier de la Barre meurt le 18 décembre 1969 à Montcresson dans le Loiret et est inhumé à Mandres-les-Roses dans le Val-de-Marne.

## Décorations
|  |  |  |  |  |  |
|  |  |  |  |  |  |
|  |  |  |  |  |  |

| Chevalier de la Légion d'honneur     | Chevalier de la Légion d'honneur     | Chevalier de la Légion d'honneur     | Compagnon de la Libération           | Compagnon de la Libération   | Compagnon de la Libération   | Médaille militaire           | Médaille militaire           | Médaille militaire |
| Croix de guerre 1939-1945 Avec palme | Croix de guerre 1939-1945 Avec palme | Croix de guerre 1939-1945 Avec palme | Croix de guerre 1939-1945 Avec palme | Military Medal (Royaume-Uni) | Military Medal (Royaume-Uni) | Military Medal (Royaume-Uni) | Military Medal (Royaume-Uni) |                    |
| Mention in dispatch (Royaume-Uni)    |                                      |                                      |                                      |                              |                              |                              |                              |                    |

## Hommages
Dans son village natal de Vaux-Saules, une plaque commémorative a été érigée en son honneur.